# Paulo Ferreira
Paulo Renato Rebocho Ferreira of kortweg Paulo Ferreira (Cascais, 18 januari 1979) is een voormalig betaald voetballer uit Portugal. Hij verruilde in 2004 tegelijk met trainer José Mourinho en medespeler Ricardo Carvalho FC Porto voor Chelsea FC. In 2002 debuteerde hij in het Portugees voetbalelftal, waarvoor hij in totaal 62 interlands speelde. Met Portugal haalde hij de finale van het EK 2004 en met FC Porto en Chelsea FC won hij in totaal tweemaal de UEFA Champions League en tweemaal de UEFA Cup/UEFA Europa League.

## Clubcarrière
Ferreiras begon zijn profcarrière in 1997 bij GD Estoril-Praia in de Segunda Divisão de Honra. Na drie seizoenen verhuisde hij naar Vitória Setúbal dat in de Primeira Liga uitkwam. In die tijd werd hij regelmatig geselecteerd voor Portugal onder 21. Voor seizoen 2002/03 liet José Mourinho zijn oog op hem vallen en werd hij ingelijfd door FC Porto.
In zijn eerste seizoen won Ferreira met FC Porto nationaal de Primeira Liga, de Taça de Portugal en de Supertaça Cândido de Oliveira. Bovendien versloeg FC Porto in Sevilla Celtic FC in de finale van de UEFA Cup, waardoor de club voor het eerst sinds 1987 een Europese prijs binnenhaalde. In 2003/04 won Ferreira met Porto opnieuw het landskampioenschap en speelde hij daarnaast elke minuut in het gewonnen UEFA Champions League-seizoen van 2003/04. FC Porto won in de finale met 3-0 van AS Monaco.
In juni 2004 vertrok Ferreira voor 20 miljoen euro naar Chelsea FC, waarmee hij driemaal de Premier League, viermaal de FA Cup, tweemaal de Football League Cup, eenmaal de FA Community Shield, eenmaal de UEFA Champions League en eenmaal de UEFA Europa League won.

## Interlandcarrière
Tijdens het EK 2004 maakte Ferreira deel uit van het Portugees elftal. Hij begon als basisspeler in de eerste groepswedstrijd tegen Griekenland, maar moest de rest van het toernooi Miguel voor zich dulden en genoegen nemen met een plaats op de bank. In de finale kwam Ferreira nog in het veld om de geblesseerde Miguel te vervangen, maar ook hij kon een nederlaag niet voorkomen tegen toernooiwinnaar Griekenland (0-1).

## Clubstatistieken
| seizoen | club             | land     | competitie     | duels | goals |
| ------- | ---------------- | -------- | -------------- | ----- | ----- |
| 1997/98 | GD Estoril-Praia | Portugal | Liga de Honra  | 1     | 0     |
| 1998/99 | GD Estoril-Praia | Portugal | Liga de Honra  | 15    | 0     |
| 1999/00 | GD Estoril-Praia | Portugal | Liga de Honra  | 21    | 2     |
| 2000/01 | Vitória FC       | Portugal | Primeira Liga  | 34    | 2     |
| 2001/02 | Vitória FC       | Portugal | Primeira Liga  | 34    | 0     |
| 2002/03 | FC Porto         | Portugal | Primeira Liga  | 30    | 0     |
| 2003/04 | FC Porto         | Portugal | Primeira Liga  | 32    | 0     |
| 2004/05 | Chelsea FC       | Engeland | Premier League | 29    | 0     |
| 2005/06 | Chelsea FC       | Engeland | Premier League | 21    | 0     |
| 2006/07 | Chelsea FC       | Engeland | Premier League | 24    | 0     |
| 2007/08 | Chelsea FC       | Engeland | Premier League | 18    | 0     |
| 2008/09 | Chelsea FC       | Engeland | Premier League | 7     | 0     |
| 2009/10 | Chelsea FC       | Engeland | Premier League | 13    | 0     |
| 2010/11 | Chelsea FC       | Engeland | Premier League | 21    | 0     |
| 2011/12 | Chelsea FC       | Engeland | Premier League | 3     | 0     |
| 2012/13 | Chelsea FC       | Engeland | Premier League | 2     | 0     |
| Totaal  | Totaal           | Totaal   | Totaal         | 308   | 4     |

## Erelijst
Als speler
 FC Porto
- Primeira Liga: 2002/03, 2003/04
- Taça de Portugal: 2002/03
- Supertaça Cândido de Oliveira: 2003
- UEFA Cup: 2002/03
- UEFA Champions League: 2003/04

 Chelsea FC
- Premier League: 2004/05, 2005/06, 2009/10
- FA Cup: 2006/07, 2008/09, 2009/10, 2011/12
- Football League Cup: 2004/05, 2006/07
- FA Community Shield: 2005
- UEFA Champions League: 2011/12
- UEFA Europa League: 2012/13

Individueel
- UEFA Ploeg van het Jaar: 2002/03
- European Sports Media Ploeg van het Jaar: 2003/04

Eretitel
- Medaille van Verdienste, Orde van Onze Lieve Vrouwe van Villa Viçosa